# Mateo Levy
Mateo Levy Mendaña (Buenos Aires, Argentina, 22 de octubre de 2006) es un futbolista argentino naturalizado mexicano. Juega de delantero y su equipo actual es el Club de Fútbol Cruz Azul de la Primera División de México.

## Trayectoria

### Club de Fútbol Cruz Azul
Con Martín Anselmi como director técnico, jugó su primer partido con el Club de Fútbol Cruz Azul el sábado 13 de enero de 2024 durante la derrota 0 a 1 de los cementeros ante el Club de Fútbol Pachuca. Ingresó por Erik Lira.

## Estadísticas
Actualizado al último partido disputado el 11 de agosto de 2025.
| Club             | Div.          | Temporada     | Liga  | Liga  | Liga   | Copas nacionales | Copas nacionales | Copas nacionales | Copas internacionales | Copas internacionales | Copas internacionales | Total | Total | Total  |
| Club             | Div.          | Temporada     | Part. | Goles | Asist. | Part.            | Goles            | Asist.           | Part.                 | Goles                 | Asist.                | Part. | Goles | Asist. |
| ---------------- | ------------- | ------------- | ----- | ----- | ------ | ---------------- | ---------------- | ---------------- | --------------------- | --------------------- | --------------------- | ----- | ----- | ------ |
| Cruz Azul México | 1.ª           | 2023-24       | 12    | 0     | 0      | —                | —                | —                | 0                     | 0                     | 0                     | 12    | 0     | 0      |
| Cruz Azul México | 1.ª           | 2024-25       | 7     | 0     | 0      | —                | —                | —                | 0                     | 0                     | 0                     | 7     | 0     | 0      |
| Cruz Azul México | 1.ª           | 2025-26       | 4     | 0     | 0      | —                | —                | —                | 3                     | 0                     | 0                     | 7     | 0     | 0      |
| Cruz Azul México | Total club    | Total club    | 23    | 0     | 0      | 0                | 0                | 0                | 3                     | 0                     | 0                     | 26    | 0     | 0      |
| Total carrera    | Total carrera | Total carrera | 23    | 0     | 0      | 0                | 0                | 0                | 3                     | 0                     | 0                     | 26    | 0     | 0      |

## Palmarés

### Títulos intenacionales
| Título                           | Club                     | Sede             | Año  |
| -------------------------------- | ------------------------ | ---------------- | ---- |
| Liga de Campeones de la CONCACAF | Club de Fútbol Cruz Azul | Ciudad de México | 2025 |